# Ossero
Òssero (in croato Osor, in greco antico: Apsoros?, Άψωρος) è una località della Croazia situata sull'isola di Cherso, amministrativamente compresa nel comune di Lussinpiccolo.

## Geografia fisica
(Francesco Salata, L'antica diocesi di Ossero, 1897)

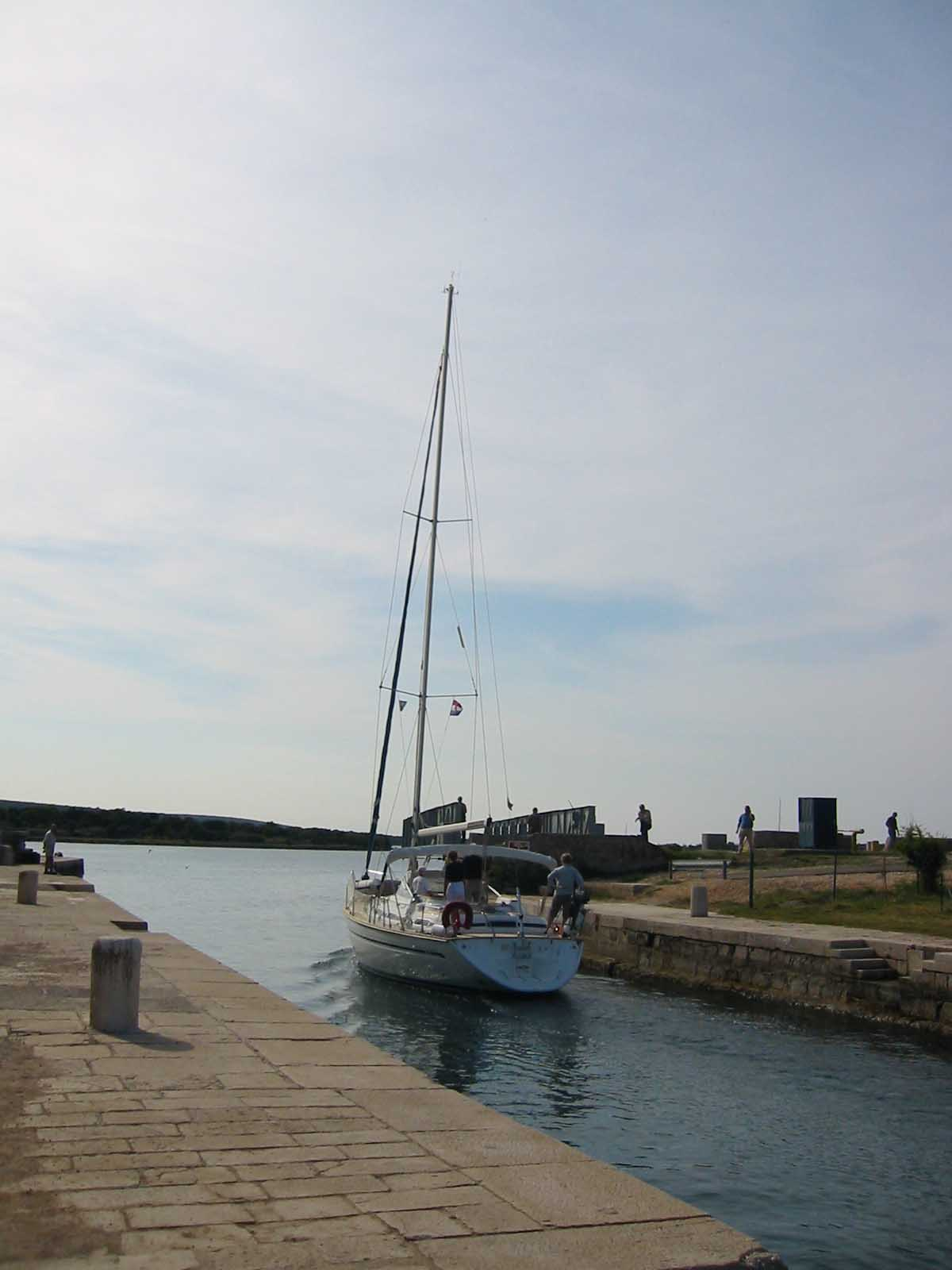
Il canale che separa l'isola di Cherso da quella di Lussino; è attraversato da un ponte mobile che può essere aperto per permettere il passaggio delle imbarcazioni.

Ossero è situata in prossimità di un sottilissimo istmo che riuniva anticamente le isole di Cherso e Lussino, e che già in epoca romana fu tagliato mediante il canale della Cavanella. Tale canale permette alle imbarcazioni di passare dal Quarnero al Quarnerolo senza dover circumnavigare le isole di Cherso e Lussino, che si sviluppano per una lunghezza di circa 100 km.
Fu proprio la posizione strategica a determinare in passato la fortuna di Ossero, che per lunghi secoli - fino al tardo medioevo - fu la città più importante delle due isole.

## Storia

### Origini

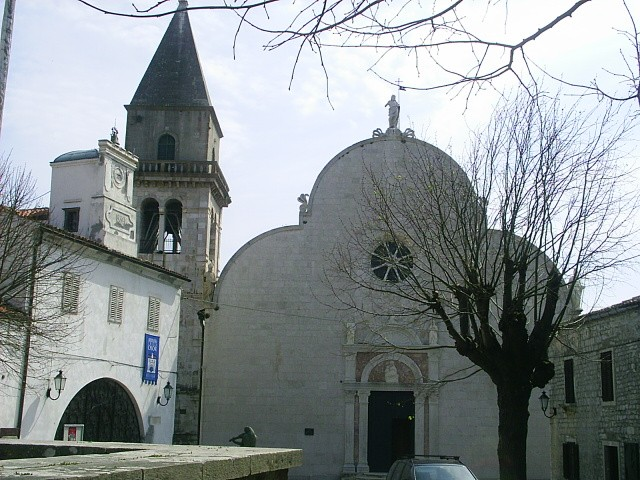
La cattedrale dell'Assunzione di Maria

La leggenda fa derivare il nome antico della città, Apsoros o Apsorus, da Absirto, fratello di Medea; da tale nome derivò la denominazione Apsyrtides, con cui nell'antichità veniva identificato l'arcipelago chersino-lussignano, e l'esonimo moderno Assirtidi o Apsirtidi con cui sono a volte tutt'oggi indicate.
La presenza dell'uomo nella zona di Ossero risale comunque all'epoca preistorica e le rovine della prima fortezza sono attribuite ai Liburni. Alla fortezza si aggiunsero le mura ciclopiche nel periodo della colonizzazione greca dell'Adriatico, intorno al IV secolo a.C. Conquistata dai Romani nel 167 a.C., Ossero fu dotata di torri difensive e di una nuova porta urbana. Venne tracciato il foro - che corrisponde all'attuale piazza del duomo - e il decumano, il cui tracciato è ricalcato dalla strada principale che taglia il paese.

### Alto Medioevo
In epoca paleocristiana (V secolo) Ossero passò sotto il dominio di Bisanzio ed ebbe la propria basilica, i cui resti sono ubicati nell'attuale cimitero fuori delle mura, un battistero e una cappella memoriale. Nel VI secolo Ossero venne eretta a sede episcopale per tutto l'arcipelago chersino-lussignano. La città uscì tuttavia semidistrutta dall'incursione dei saraceni nell'anno 841.
A partire dal IX secolo iniziarono a comparire anche su queste isole insediamenti stabili di popolazioni slave (croate).
Nel 930 circa Ossero è citata nel "De administrando imperio", fatto redigere dall'imperatore Costantino Porfirogenito, ancora come una città latina (romanza) di Dalmazia.
La principale lingua locale durante il Medioevo e sino alla fine dell'Età Moderna, era una varietà settentrionale del dalmatico, definita in seguito veglioto, dal nome della località in cui si conservò più a lungo.

### San Gaudenzio
Nel giro di alcuni secoli Ossero si riprese lentamente e conobbe un nuovo splendore grazie al suo vescovo Gaudenzio, seguace di San Romualdo. Egli, dopo un periodo di eremitaggio trascorso in una grotta dell'isola di Cherso, per la sua fama di santità fu acclamato vescovo do Ossero, carica che ricoperse dal 1030 al 1042.
Gaudenzio fu una figura chiave per la diffusione dell'ordine benedettino in Istria; fece costruire l'abbazia benedettina di San Pietro (in rovina, entro le mura) e quello femminile di Santa Maria. Ossero divenne così un centro di cultura, anche con la diffusione del glagolitico e la redazione dell'evangeliario di Ossero, oggi nei Musei Vaticani. Gaudenzio è venerato dalla Chiesa cattolica come santo e patrono di Ossero, Cherso e Lussino, e nel (XIV sec.) gli venne dedicata la chiesa gotica di San Gaudenzio, in cui furono conservate le spoglie del vescovo.

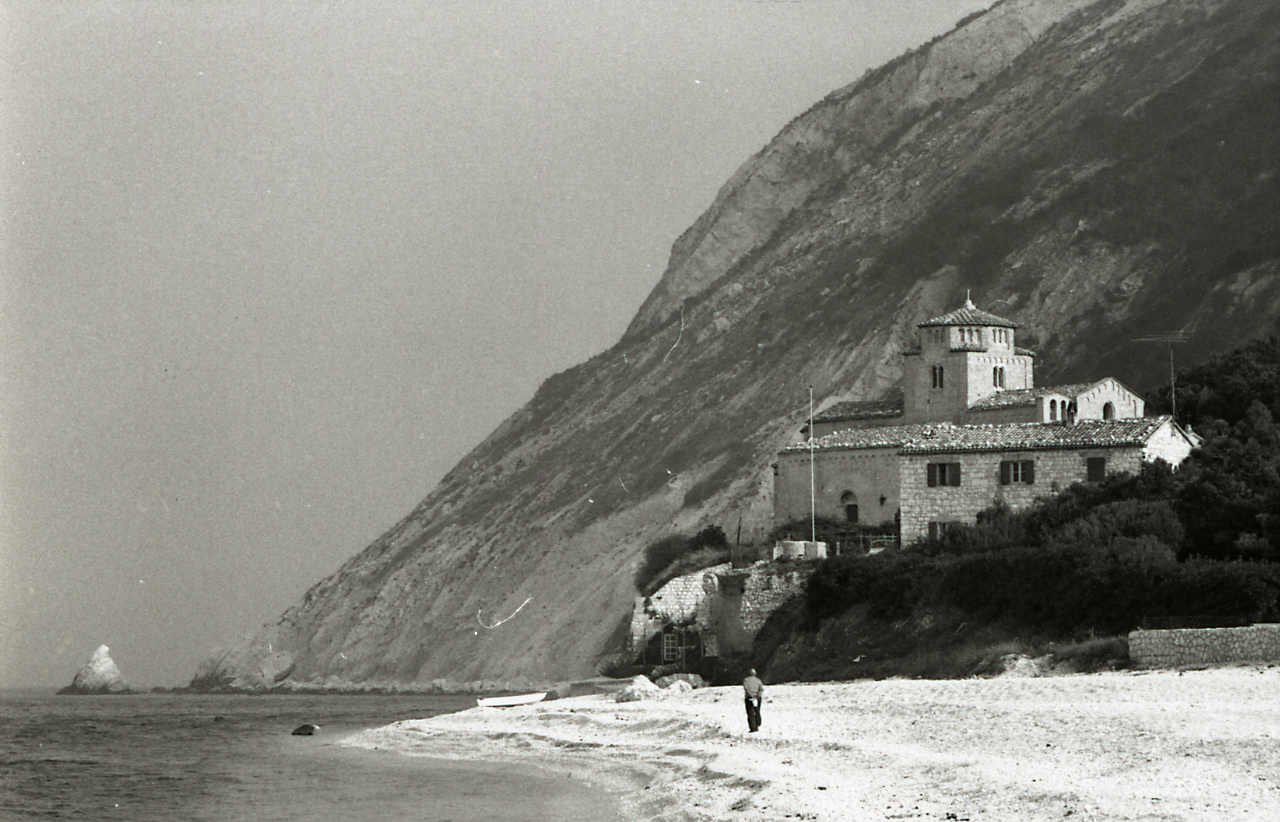
La chiesa di Santa Maria di Portonovo, Ancona, ove morì San Gaudenzio

Nel 1048, verso la fine della sua vita, Gaudenzio rinunciò al vescovado di Ossaro, secondo la tradizione a causa di gravi dissidi con la nobiltà locale, sorti perché non aveva voluto consentire alle nozze incestuose del signore della città con una sua nipote. Gaudenzio allora lasciò Ossero e ritornò alla vita di monaco, andando a vivere nel monastero benedettino di Santa Maria di Portonovo, fondato da pochi anni presso Ancona, sulla riva del mare e sotto alle falde di monte Conero. Fu qui che, secondo alcuni autori, Gaudenzio incontrò Pier Damiani, che certamente conobbe; Pier Damiani poi scrisse sulla vita di Gaudenzio due opuscoli: il XIX e il XX, in cui definisce il suo animo pieno di dolcezza e di familiarità.
Nel monastero di Portonovo Gaudenzio morì nel 1044. Nella zona del monte Conero si sviluppò presto un culto di San Gaudenzio, a cui la pietà popolare aveva attribuito alcuni miracoli, tra cui la trasformazione in vino delle acque di un pozzo. Le sue spoglie, inizialmente tumulate a Portonovo, furono poi traslate ad Ossero, prima nel monastero benedettino e poi, nel 1255, nella cattedrale. Sono tre le feste celebrate in onore di Gaudenzio: il 1º giugno, data della sua morte, il 28 gennaio, giorno della traslazione del suo corpo in cattedrale, e il 13 luglio, che ricorda il ritrovamento della sua sepoltura.

### Dominio veneziano
Dopo alcuni avvicendamenti Ossero entrò a far parte stabilmente della Repubblica di Venezia nel corso del Quattrocento. Il dominio della Serenissima diede alla città un rinnovato slancio, dandole la fisionomia veneta che conserva ancor oggi. Venne eretta la cattedrale dell'Assunzione della Vergine, in stile rinascimentale (seconda metà del XV secolo), a cui contribuì Giorgio Orsini da Sebenico, il campanile cinquecentesco (opera del maestro Giacomo Galeta da Veglia), il Palazzo Episcopale (1481-1484), il Palazzo Municipale e la Loggia, che ospitano attualmente il Museo Archeologico e la Galleria d'arte "Juraj Dalmatinac", meglio noto in italiano come Giorgio di Matteo o, come sopra menzionato, Giorgio Orsini da Sebenico.

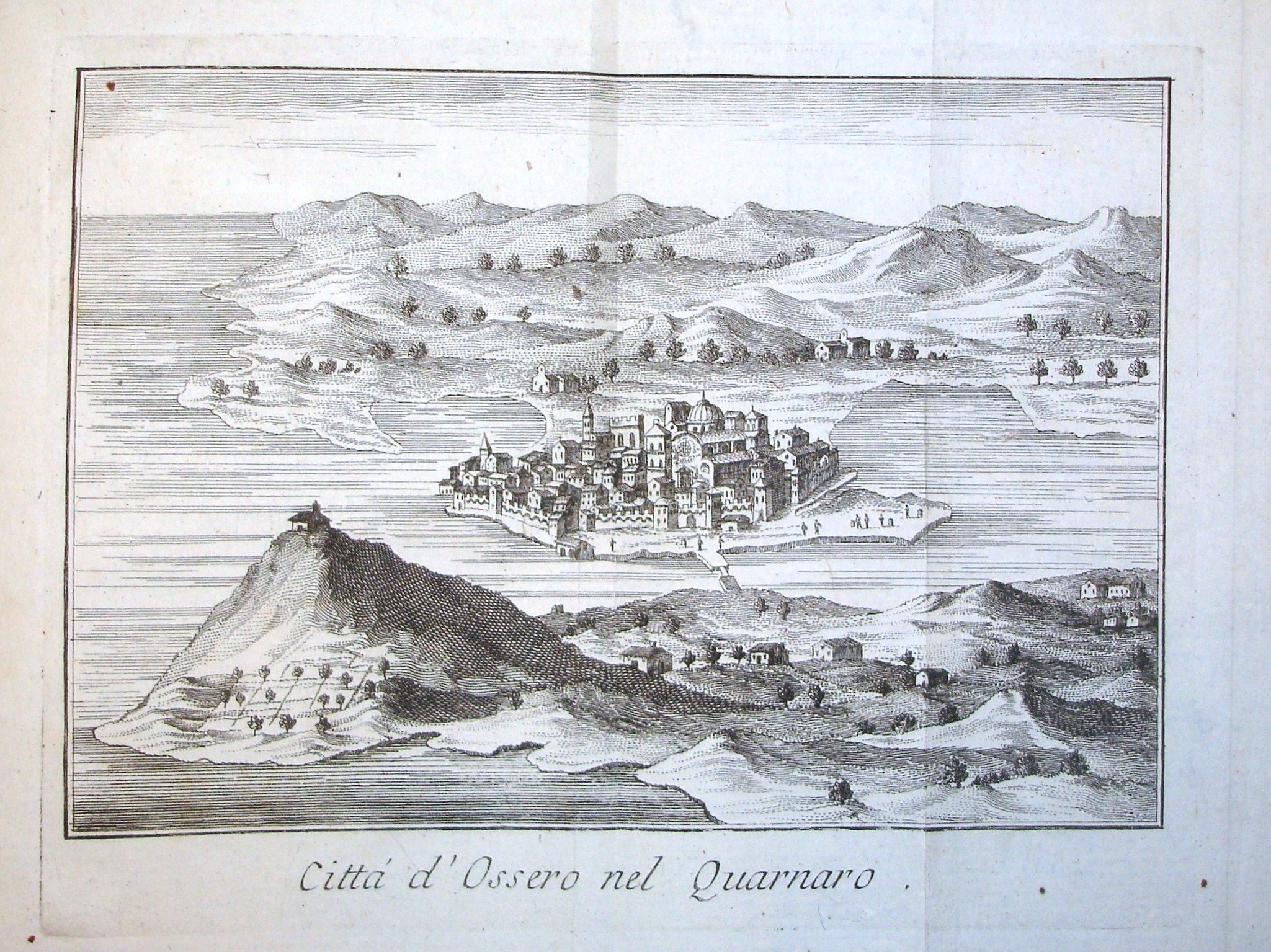
La città sotto dominio Veneziano nel 1700

Nonostante questa nuova fioritura la città era destinata a decadere nuovamente a causa delle epidemie di peste e di malaria dovute alle vicine paludi. Nel 1459 il centro amministrativo venne spostato quindi alla città di Cherso, con il conseguente spopolamento demografico dei secoli successivi. Nel 1828 la diocesi di Ossero venne infine riunita, con quella di Arbe, alla diocesi di Veglia.

### Nel comune di Lussinpiccolo
Oggi Ossero è un villaggio di circa 60 anime (censimento croato del 2011) inglobato nel comune di Lussinpiccolo, ma mantiene il suo ruolo di "capitale culturale e storica" delle isole. 
Da alcuni decenni vi si tengono le "Serate Musicali di Ossero" (Osorske glazbene večeri), che hanno contribuito al recupero e alla valorizzazione dell'abitato. Per le vie del borgo sono inoltre esposte numerose sculture dell'artista Ivan Meštrović.

### Presenza italiana a Ossero
| Paese       | totale abitanti | italiani | croati | sloveni | stranieri |
| ----------- | --------------- | -------- | ------ | ------- | --------- |
| Ossero      | 366             | 269      | 97     | 0       | 2         |
| Neresine    | 1559            | 1341     | 171    | 46      | 1         |
| Puntacroce  | 196             | 170      | 25     | 0       | 1         |
| San Giacomo | 275             | 269      | 6      | 0       | 0         |

Ossero mantenne sempre nei secoli una popolazione prevalentemente romanza. A seguito dell'annessione delle isole di Cherso e Lussino alla Jugoslavia nel 1947, la larga parte degli italiani osserini esodarono in Italia o all'estero, nel contesto di quello che fu il più ampio Esodo giuliano dalmata.